# روبل بلاروس

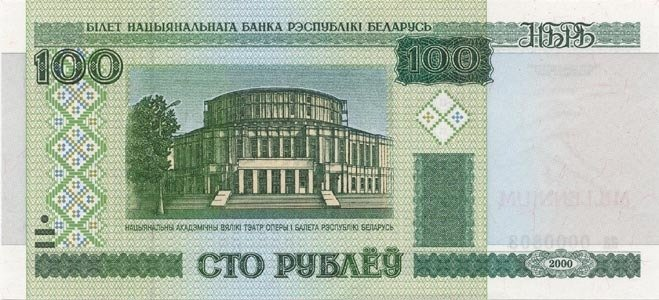
۱۰۰ روبل

روبل یکای پول روسیه سفید (بلاروس) است که با کد ایزو 4217 BYR مشخص می‌شود. هر روبل به صد کوپک تقسیم می‌شود.

## سکه‌ها
پس از حذف صفر پول سکه نخستین بار در تاریخ ۲۷ دسامبر ۲۰۱۶ ضرب شد. تا پیش از آن بلاروس از معدود کشورهایی به شمار می‌رفت که هرگز سکه‌ای ضرب نکرده‌اند. این اتفاق ریشه در تورمی داشت که از استقلال کشور تا آن زمان دامنگیر روبل بلاروس بود. این سکه‌ها در کشورهای لیتوانی و اسلواکی ضرب می‌شوند.

## اسکناس‌ها

### روبل نخست
نخستین سری از اسکناس‌های روبل بلاروس از سال ۱۹۹۲ تا ۱۹۹۹ به چاپ می‌رسید.
| سری ۱۹۹۲ — ۱۹۹۹ | سری ۱۹۹۲ — ۱۹۹۹ | سری ۱۹۹۲ — ۱۹۹۹ | سری ۱۹۹۲ — ۱۹۹۹ | سری ۱۹۹۲ — ۱۹۹۹      | سری ۱۹۹۲ — ۱۹۹۹                               | سری ۱۹۹۲ — ۱۹۹۹                                            | سری ۱۹۹۲ — ۱۹۹۹ | سری ۱۹۹۲ — ۱۹۹۹ | سری ۱۹۹۲ — ۱۹۹۹ | سری ۱۹۹۲ — ۱۹۹۹ |
| نگاره           | نگاره           | بها             | ابعاد           | رنگ                  | شرح                                           | شرح                                                        | تاریخ           | تاریخ           | تاریخ           |                 |
| رو              | پشت             | بها             | ابعاد           | رنگ                  | رو                                            | پشت                                                        | انتشار          | خروج از گردش    | پایان اعتبار    |                 |
| --------------- | --------------- | --------------- | --------------- | -------------------- | --------------------------------------------- | ---------------------------------------------------------- | --------------- | --------------- | --------------- | --------------- |
|                 |                 | ۵۰ cop          | ۱۰۵ × ۵۳ mm     | نارنجی مایل به صورتی | سنجاب                                         | یکی از نشان‌های ملی بلاروس                                  | ۲۵ که ۱۹۹۲      | ۱ ژانویه ۲۰۰۱   | ۳۱ دسامبر ۲۰۰۰  |                 |
|                 |                 | Rbl ۱           | ۱۰۵ × ۵۳ mm     | آبی خاکستری          | خرگوش صحرایی اروپایی (نام مستعار روبل بلاروس) | یکی از نشان‌های ملی بلاروس                                  | ۲۵ که ۱۹۹۲      | ۱ ژانویه ۲۰۰۱   | ۳۱ دسامبر ۲۰۰۰  |                 |
|                 |                 | Rbls ۳          | ۱۰۵ × ۵۳ mm     | سبز                  | سگ آبی                                        | یکی از نشان‌های ملی بلاروس                                  | ۲۵ که ۱۹۹۲      | ۱ ژانویه ۲۰۰۱   | ۳۱ دسامبر ۲۰۰۰  |                 |
|                 |                 | Rbls ۵          | ۱۰۵ × ۵۳ mm     | آبی و صورتی          | گرگ                                           | یکی از نشان‌های ملی بلاروس                                  | ۲۵ که ۱۹۹۲      | ۱ ژانویه ۲۰۰۱   | ۳۱ دسامبر ۲۰۰۰  |                 |
|                 |                 | Rbls ۱۰         | ۱۰۵ × ۵۳ mm     | سبز تیره             | سیاه‌گوش اوراسیایی و توله‌اش                    | یکی از نشان‌های ملی بلاروس                                  | ۲۵ که ۱۹۹۲      | ۱ ژانویه ۲۰۰۱   | ۳۱ دسامبر ۲۰۰۰  |                 |
|                 |                 | Rbls ۲۵         | ۱۰۵ × ۵۳ mm     | نارنجی               | موس                                           | یکی از نشان‌های ملی بلاروس                                  | ۲۵ که ۱۹۹۲      | ۱ ژانویه ۲۰۰۱   | ۳۱ دسامبر ۲۰۰۰  |                 |
|                 |                 | Rbls ۵۰         | ۱۰۵ × ۵۳ mm     | بنفش                 | خرس قهوه‌ای                                    | یکی از نشان‌های ملی بلاروس                                  | ۲۵ که ۱۹۹۲      | ۱ ژانویه ۲۰۰۱   | ۳۱ دسامبر ۲۰۰۰  |                 |
|                 |                 | Rbls ۱۰۰        | ۱۰۵ × ۵۳ mm     | سبز مایل به قهوه‌ای   | گاومیش کوهان‌دار اروپایی                       | یکی از نشان‌های ملی بلاروس                                  | ۲۵ که ۱۹۹۲      | ۱ ژانویه ۲۰۰۱   | ۳۱ دسامبر ۲۰۰۰  |                 |
|                 |                 | Rbls ۲۰۰        | ۱۰۵ × ۵۳ mm     | زرد مایل به سبز      | میدان ایستگاه قطار                            | یکی از نشان‌های ملی بلاروس                                  | ۸ دسامبر ۱۹۹۲   | ۱ ژانویه ۲۰۰۱   | ۳۱ دسامبر ۲۰۰۰  |                 |
|                 |                 | Rbls ۵۰۰        | ۱۰۵ × ۵۳ mm     | بنفش مایل به قرمز    | میدان پیروزی مینسک                            | یکی از نشان‌های ملی بلاروس                                  | ۸ دسامبر ۱۹۹۲   | ۱ ژانویه ۲۰۰۱   | ۳۱ دسامبر ۲۰۰۰  |                 |
|                 |                 | Rbls ۱,۰۰۰      | ۱۰۵ × ۵۳ mm     | سبز                  | فرهنگستان ملی علوم بلاروس در مینسک            | یکی از نشان‌های ملی بلاروس                                  | ۳ دسامبر ۱۹۹۳   | ۱ ژانویه ۲۰۰۱   | ۳۱ دسامبر ۲۰۰۳  |                 |
|                 |                 | Rbls ۱,۰۰۰      | ۱۱۰ × ۶۰ mm     | سبز                  | فرهنگستان ملی علوم بلاروس در مینسک            | عدد ۱,۰۰۰                                                  | ۱۶ سپتامبر ۱۹۹۸ | ۱ ژانویه ۲۰۰۱   | ۳۱ دسامبر ۲۰۰۳  |                 |
|                 |                 | Rbls ۵,۰۰۰      | ۱۰۵ × ۶۰ mm     | قرمز                 | تپه سه‌گانگی در مینسک                          | یکی از نشان‌های ملی بلاروس                                  | ۷ آوریل ۱۹۹۴    | ۱ ژانویه ۲۰۰۱   | ۳۱ دسامبر ۲۰۰۳  |                 |
|                 |                 | Rbls ۵,۰۰۰      | ۱۱۰ × ۶۰ mm     | قرمز                 | تپه سه‌گانگی در مینسک                          | عدد ۵,۰۰۰                                                  | ۱۶ سپتامبر ۱۹۹۸ | ۱ ژانویه ۲۰۰۱   | ۳۱ دسامبر ۲۰۰۳  |                 |
|                 |                 | Rbls ۲۰,۰۰۰     | ۱۵۰ × ۶۹ mm     | زرد زیتونی           | بانک ملی بلاروس                               | یکی از نشان‌های ملی بلاروس                                  | ۲۸ دسامبر ۱۹۹۴  | ۱ ژانویه ۲۰۰۱   | ۳۱ دسامبر ۲۰۰۳  |                 |
|                 |                 | Rbls ۵۰,۰۰۰     | ۱۵۰ × ۶۹ mm     | قهوه‌ای روشن          | دروازه خلم                                    | قلعه برست                                                  | ۱۵ سپتامبر ۱۹۹۵ | ۱ ژانویه ۲۰۰۱   | ۳۱ دسامبر ۲۰۰۳  |                 |
|                 |                 | Rbls ۱۰۰,۰۰۰    | ۱۵۰ × ۶۹ mm     | خاکستری و قهوه‌ای     | تئاتر و اپرای ملی بلاروس                      | صحنه‌ای از باله «محبوب» (به بلاروسی: Избранница) اثر هلبائو | ۱۷ اکتبر ۱۹۹۶   | ۱ ژانویه ۲۰۰۱   | ۳۱ دسامبر ۲۰۰۳  |                 |
|                 |                 | Rbls ۵۰۰,۰۰۰    | ۱۵۰ × ۶۹ mm     | نارنجی و قرمز        | کاخ فرهنگ انجمن‌های بازرگانی جمهوری در مینسک   | آرایه‌های معماری کاخ فرهنگ انجمن‌های بازرگانی جمهوری         | ۱ دسامبر ۱۹۹۸   | ۱ ژانویه ۲۰۰۱   | ۳۱ دسامبر ۲۰۰۳  |                 |
|                 |                 | Rbls ۱,۰۰۰,۰۰۰  | ۱۵۰ × ۶۹ mm     | آبی آسمانی           | موزه هنر ملی بلاروس در مینسک                  | نگاره «چهره‌نمای زن به همراه گل و میوه» اثر خروتسکی         | ۳۰ آوریل ۱۹۹۹   | ۱ ژانویه ۲۰۰۱   | ۳۱ دسامبر ۲۰۰۳  |                 |
|                 |                 | Rbls ۵,۰۰۰,۰۰۰  | ۱۵۰ × ۶۹ mm     | بنفش روشن            | کاخ ورزش                                      | مجموعه ورزشی رائوبیچی                                      | ۶ سپتامبر ۱۹۹۹  | ۱ ژانویه ۲۰۰۱   | ۳۱ دسامبر ۲۰۰۳  |                 |

### روبل دوم
در تاریخ یکم سپتامبر ۲۰۱۰ با تغییر دستور خط زبان بلاروسی شیوه نوشتار عدد ۵۰ تغییر یافت. این تغییر در دومین سری از اسکناس‌های روبل لحاظ شد. 
| سری ۲۰۰۰ | سری ۲۰۰۰ | سری ۲۰۰۰     | سری ۲۰۰۰    | سری ۲۰۰۰            | سری ۲۰۰۰                                     | سری ۲۰۰۰                                                         | سری ۲۰۰۰       | سری ۲۰۰۰       | سری ۲۰۰۰       |
| نگاره    | نگاره    | بها          | ابعاد       | رنگ                 | شرح                                          | شرح                                                              | تاریخ          | تاریخ          | تاریخ          |
| رو       | پشت      | بها          | ابعاد       | رنگ                 | رو                                           | پشت                                                              | انتشار         | خروج از گردش   | پایان اعتبار   |
| -------- | -------- | ------------ | ----------- | ------------------- | -------------------------------------------- | ---------------------------------------------------------------- | -------------- | -------------- | -------------- |
|          |          | Rbl ۱        | ۱۱۰ × ۶۰ mm | سبز                 | ساختمان فرهنگستان ملی علوم بلاروس            | بها                                                              | ۱ ژانویه ۲۰۰۰  | ۱ ژانویه ۲۰۰۳  | ۳۱ دسامبر ۲۰۰۳ |
|          |          | Rbls ۵       | ۱۱۰ × ۶۰ mm | سرخ گلی             | تپه سه‌گانگی در مینسک                         | بها                                                              | ۱ ژانویه ۲۰۰۰  | ۱ سپتامبر ۲۰۰۴ | ۳۰ ژوئن ۲۰۰۵   |
|          |          | Rbls ۱۰      | ۱۱۰ × ۶۰ mm | آبی روشن            | کتابخانه ملی بلاروس                          | بها                                                              | ۱ ژانویه ۲۰۰۰  | ۱ مارس ۲۰۱۳    | ۳۱ مارس ۲۰۱۴   |
|          |          | Rbls ۲۰      | ۱۵۰ × ۶۹ mm | زرد زیتونی          | بانک ملی بلاروس                              | ورودی بانک ملی بلاروس                                            | ۱ ژانویه ۲۰۰۰  | ۱ مارس ۲۰۱۳    | ۳۱ مارس ۲۰۱۴   |
|          |          | Rbls ۵۰      | ۱۵۰ × ۶۹ mm | نارنجی مایل به قرمز | دروازه خلم و قلعه برست                       | ورودی اصلی قلعه برست                                             | ۱ ژانویه ۲۰۰۰  | ۱ ژوئیه ۲۰۱۵   | ۱ ژوئیه ۲۰۱۶   |
|          |          | Rbls ۱۰۰     | ۱۵۰ × ۶۹ mm | سبز                 | تئاتر و اپرای ملی بلاروس                     | صحنه‌ای از باله «محبوب» اثر هلبائو                                | ۱ ژانویه ۲۰۰۰  | ۱ ژانویه ۲۰۱۷  | ۱ ژانویه ۲۰۲۲  |
|          |          | Rbls ۵۰۰     | ۱۵۰ × ۷۴ mm | قهوه‌ای روشن         | کاخ فرهنگ انجمن‌های بازرگانی جمهوری در مینسک  | آرایه‌های معماری کاخ فرهنگ انجمن‌های بازرگانی جمهوری               | ۱ ژانویه ۲۰۰۰  | ۱ ژانویه ۲۰۱۷  | ۱ ژانویه ۲۰۲۲  |
|          |          | Rbls ۱,۰۰۰   | ۱۵۰ × ۷۴ mm | آبی روشن            | موزه هنر ملی بلاروس در مینسک                 | نگاره «زن به همراه گل و میوه» اثر خروتسکی                        | ۱ ژانویه ۲۰۰۰  | ۱ ژانویه ۲۰۱۷  | ۱ ژانویه ۲۰۲۲  |
|          |          | Rbls ۵,۰۰۰   | ۱۵۰ × ۷۴ mm | بنفش روشن           | کاخ ورزش                                     | مجموعه ورزشی رائوبیچی                                            | ۱ ژانویه ۲۰۰۰  | ۱ ژانویه ۲۰۱۷  | ۱ ژانویه ۲۰۲۲  |
|          |          | Rbls ۱۰,۰۰۰  | ۱۵۰ × ۷۴ mm | صورتی               | سراسرنمای شهر ویتبسک                         | آمفی‌تئاتر تابستانه ویتبسک                                        | ۱۶ آوریل ۲۰۰۱  | ۱ ژانویه ۲۰۱۷  | ۱ ژانویه ۲۰۲۲  |
|          |          | Rbls ۲۰,۰۰۰  | ۱۵۰ × ۷۴ mm | خاکستری             | کاخ گومل                                     | نمایی از کاخ گومل                                                | ۲۱ ژانویه ۲۰۰۲ | ۱ ژانویه ۲۰۱۷  | ۱ ژانویه ۲۰۲۲  |
|          |          | Rbls ۵۰,۰۰۰  | ۱۵۰ × ۷۴ mm | آبی آسمانی          | کاخی در شهر میر، استان کارلیچی، منطقه گرودنو | تکه‌چسبانی تزئینی از عنصرهای معماری کاخ میر                       | ۲۰ دسامبر ۲۰۰۲ | ۱ ژانویه ۲۰۱۷  | ۱ ژانویه ۲۰۲۲  |
|          |          | Rbls ۱۰۰,۰۰۰ | ۱۵۰ × ۷۴ mm | نارنجی              | کاخ نیاسیز                                   | نمایی از کاخ رادزیویلس در نیاسیز اثر نگارگر بلاروسی ناپلئون اردا | ۱۵ ژوئیه ۲۰۰۵  | ۱ ژانویه ۲۰۱۷  | ۱ ژانویه ۲۰۲۲  |
|          |          | Rbls ۲۰۰,۰۰۰ | ۱۵۰ × ۷۴ mm | سبز روشن            | موزه هنر موگیلف ماسلنیکف                     | تکه‌چسبانی تزئینی از عنصرهای معماری موزه هنر موگیلف ماسلنیکف      | ۱۲ مارس ۲۰۱۲   | ۱ ژانویه ۲۰۱۷  | ۱ ژانویه ۲۰۲۲  |

### روبل سوم
در پی بازتعریف روبل، هر ۱۰,۰۰۰ روبل قدیم با ۱ روبل جدید برابر اعلام شد. این سری از اسکناس‌ها در شرکت بریتانیایی دی لا رو به چاپ رسیدند. به رغم آماده شدن اسکناس‌ها در سال ۲۰۰۹، به دلیل بحران اقتصادی، انتشار آن‌ها با تاخیری هفت‌ساله روبه‌رو و سرانجام در تاریخ یکم ژوئیه ۲۰۱۶ منتشر شد. طراحی این سری از اسکناس‌ها بسیار به یورو شباهت دارد.
| سری ۲۰۰۹ | سری ۲۰۰۹ | سری ۲۰۰۹ | سری ۲۰۰۹    | سری ۲۰۰۹    | سری ۲۰۰۹                     | سری ۲۰۰۹                                        | سری ۲۰۰۹                                          | سری ۲۰۰۹     | سری ۲۰۰۹     | سری ۲۰۰۹     |
| نگاره    | نگاره    | بها      | ابعاد       | رنگ         | شرح                          | شرح                                             | تاریخ                                             | تاریخ        | تاریخ        | تاریخ        |
| رو       | پشت      | بها      | ابعاد       | رنگ         | رو                           | پشت                                             | چاپ                                               | انتشار       | خروج از گردش | پایان اعتبار |
| -------- | -------- | -------- | ----------- | ----------- | ---------------------------- | ----------------------------------------------- | ------------------------------------------------- | ------------ | ------------ | ------------ |
|          |          | Rbls ۵   | ۱۳۵ × ۷۲ mm | نارنجی      | برج کامینیتس                 | تکه‌چسبانی با موضوع نخستین تمدن‌های اسلاوی        | ۲۰۰۹ ۲۰۱۹ و ۲۰۲۰ (اسکناس‌های ۵، ۱۰، ۲۰ و ۵۰ روبلی) | ۱ ژوئیه ۲۰۱۶ | در گردش      | در گردش      |
|          |          | Rbls ۱۰  | ۱۳۹ × ۷۲ mm | آبی روشن    | کلیسای تجلی در پولوتسک       | تکه‌چسبانی با موضوع روشنگری و چاپ                | ۲۰۰۹ ۲۰۱۹ و ۲۰۲۰ (اسکناس‌های ۵، ۱۰، ۲۰ و ۵۰ روبلی) | ۱ ژوئیه ۲۰۱۶ | در گردش      | در گردش      |
|          |          | Rbls ۲۰  | ۱۴۳ × ۷۲ mm | زرد         | کاخ گومل                     | تکه‌چسبانی با موضوع معنویت                       | ۲۰۰۹ ۲۰۱۹ و ۲۰۲۰ (اسکناس‌های ۵، ۱۰، ۲۰ و ۵۰ روبلی) | ۱ ژوئیه ۲۰۱۶ | در گردش      | در گردش      |
|          |          | Rbls ۵۰  | ۱۴۷ × ۷۲ mm | سبز         | کاخ میر                      | تکه‌چسبانی با موضوع هنر                          | ۲۰۰۹ ۲۰۱۹ و ۲۰۲۰ (اسکناس‌های ۵، ۱۰، ۲۰ و ۵۰ روبلی) | ۱ ژوئیه ۲۰۱۶ | در گردش      | در گردش      |
|          |          | Rbls ۱۰۰ | ۱۵۱ × ۷۲ mm | فیروزه‌ای    | کاخ نیاسیز                   | تکه‌چسبانی با موضوع تئاتر و تعطیلات مردمی        | ۲۰۰۹ ۲۰۱۹ و ۲۰۲۰ (اسکناس‌های ۵، ۱۰، ۲۰ و ۵۰ روبلی) | ۱ ژوئیه ۲۰۱۶ | در گردش      | در گردش      |
|          |          | Rbls ۲۰۰ | ۱۵۵ × ۷۲ mm | بنفش        | موزه هنر منطقه‌ای موگیلف      | تکه‌چسبانی با موضوع صنایع دستی و برنامه‌ریزی شهری | ۲۰۰۹ ۲۰۱۹ و ۲۰۲۰ (اسکناس‌های ۵، ۱۰، ۲۰ و ۵۰ روبلی) | ۱ ژوئیه ۲۰۱۶ | در گردش      | در گردش      |
|          |          | Rbls ۵۰۰ | ۱۵۹ × ۷۲ mm | صورتی و آبی | کتابخانه ملی بلاروس در مینسک | تکه‌چسبانی با موضوع ادبیات                       | ۲۰۰۹ ۲۰۱۹ و ۲۰۲۰ (اسکناس‌های ۵، ۱۰، ۲۰ و ۵۰ روبلی) | ۱ ژوئیه ۲۰۱۶ | در گردش      | در گردش      |